# Springfield Automobile Company
Die Springfield Automobile Company, vorher Springfield Automobile & Industrial Company, war ein US-amerikanischer Automobilhersteller aus Springfield (Ohio).

## Beschreibung
Der erste Versuch fand 1899 statt, aber er scheiterte. Angekündigt war eine „555 lbs (Anm.: ca. 252 kg) schwere Benzinkutsche“, von der danach nichts mehr zu hören war. Als Markenname war Springfield geplant.
Als 1903 W. C. Bramwell und sein Sohn C. C. Bramwell nach Springfield kamen, überzeugten sie die Geschäftsleitung, einen zweiten Anlauf zu starten. Die Bramwells konnten dabei immerhin auf die Bramwell-Robinson-Automobile verweisen, die nach ihren Plänen gebaut worden waren. Die Bramwells überarbeiteten ihren letzten Entwurf für Bramwell-Robinson und brachten noch im gleichen Jahr das 8-hp-Runabout mit Wasserkühlung auf den Markt. Der Radstand betrug 1800 mm (72 Zoll). Im Sommer betrug die Produktionsrate bereits drei Fahrzeuge pro Woche. Ende 1903 änderte sich die Firmierung in Springfield Automobile Company, als die Bramwells die volle Kontrolle übernahmen. Der Markenname lautete von 1904 bis zur Einstellung 1905 Bramwell.